# Palparellus spectrum
Palparellus spectrum is een insect uit de familie van de mierenleeuwen (Myrmeleontidae), die tot de orde netvleugeligen (Neuroptera) behoort. 
Palparellus spectrum is voor het eerst wetenschappelijk beschreven door Rambur in 1842.